# Afrogyrus
Afrogyrus é um género de gastrópode  da família Planorbidae.
Este género contém as seguintes espécies:
- Afrogyrus coretus (de Blainville, 1826)
- Afrogyrus crassilabrum (Morelet, 1860)
- Afrogyrus rodriguezensis (Crosse, 1873)
- Afrogyrus starmuehlneri (Brown, 1980)